# Bazzania oshimensis
Bazzania oshimensis là một loài Rêu trong họ Lepidoziaceae. Loài này được (Stephani) Horik. mô tả khoa học đầu tiên năm 1934.